# Karoo Hoogland
Karoo Hoogland es un municipio local sudafricano situado en el distrito de Namakwa, en la provincia de Cabo Septentrional.

## Superficie
Karoo Hoogland tiene una superficie de 30 230 km².

## Demografía
En 2022, tenía 11 691 habitantes, una densidad poblacional de 0,38 hab./km², y 2885 viviendas.